# Костина (Великежировська сільрада)
Костина (рос. Костина) — хутір в Фатезькому районі Курської області Російської Федерації.
Населення становить 10 осіб. Входить до складу муніципального утворення Великожировська сільрада.

## Історія
Населений пункт розташований на території українського етнічного та культурного краю Східна Слобожанщина.
Від 2004 року входить до складу муніципального утворення Великожировська сільрада.

## Населення
| 2002 | 2010 |
| ---- | ---- |
| 20   | ↘10  |